# ディエゴ・コラレス
ディエゴ・コラレス（Diego Corrales、1977年8月25日 - 2007年5月7日）は、アメリカ合衆国のプロボクサー。サウスカロライナ州コロンビア出身。元IBF・WBO世界スーパーフェザー級王者。元WBC・WBO世界ライト級統一王者。世界2階級制覇王者。
愛称は「Chico (チコ) 」。2007年5月にオートバイの飲酒運転で29歳で事故死。

## 来歴

### スーパーフェザー級時代
1996年3月19日に19歳でプロデビュー。その後順調に勝ち続け、無敗のまま1999年10月23日にはロベルト・ガルシア（当時32戦無敗）を7回TKOで破りIBF世界スーパーフェザー級王座を獲得した。
さらに3度目の防衛戦となる2000年3月18日のデリック・ゲイナー戦で3回TKO勝利し、IBA世界スーパーフェザー級王座も獲得した。IBF王座を3度防衛した後返上し、WBC同級王者フロイド・メイウェザー・ジュニアに挑戦するも、メイウェザーのスピードにまったくついていけず、計5度のダウンを奪われての10回TKO負けを喫し、王座獲得に失敗した。
この試合の数か月後、コラレスは妊娠中の妻への暴行罪で逮捕、14ヶ月収監された。この私生活のトラブルのせいで2年近くのブランクを作ってしまった（妻とは離婚）。
2003年に復帰した後は、ノンタイトル戦を4試合挟み、2003年10月4日にIBF王座の指名挑戦権をかけてホエール・カサマヨールと対戦するが、ダウンの応酬の末、コラレスの負傷による6回TKO負けを喫しIBF王座への挑戦権獲得に失敗。しかし、翌2004年3月6日のカサマヨールとの再戦では2-1僅差判定でコラレスが勝利し、空位のWBO世界スーパーフェザー級王座とIBA世界スーパーフェザー級王座を獲得した。

### ライト級時代
カサマヨールとのリターンマッチに勝利した後、コラレスはライト級に転向。2004年8月7日には35戦全勝の王者、アセリノ・フレイタスに挑戦し、合計3度のダウンを奪い10回TKOで勝利。WBO世界ライト級王座を獲得し、2階級制覇に成功した。さらに2005年5月7日にはWBC王者のホセ・ルイス・カスティージョと王座統一戦を行い、10ラウンドに2度ダウンを奪われながらも立ち上がって逆にカスティージョをKOするという大逆転勝利でWBC王座も獲得し王座統一に成功した。しかし、この試合はコラレスがダウンした際に故意に2度もマウスピースを吐き出して時間稼ぎをしたことと、レフェリーの試合を止めるタイミングが論議を呼び、同年10月8日にリターンマッチが組まれた。ところが、試合前日の計量でカスティージョが体重超過したためにノンタイトル戦になってしまった（WBO王座は再戦の前に返上した）。この試合では、コラレスが体重オーバーのカスティージョの強烈な左フックで4回KOで敗れてしまう。カスティージョとは2006年6月3日にラバーマッチが組まれたが、またしてもカスティージョが前回に続き減量に失敗し計量をパス出来なかった。それに激怒したコラレス陣営が対戦を拒否し、試合は中止となった。コラレス陣営はカスティージョに対し、試合中止で受け取れなかったファイトマネーの損害賠償訴訟を起こした。WBC世界ライト級王座の防衛戦として2006年10月7日に予定されたホエール・カサマヨールとの試合では、今度はコラレスが計量オーバーし、試合前にWBC王座は剥奪された。この剥奪と同時に暫定王者デビッド・ディアスが正規王者へ昇格となったため、試合に12回判定（3-0）で勝ったカサマヨールはWBC世界ライト級の暫定王者に認定された。

### ウェルター級時代
2007年、ライト級では体重苦のコラレスは、一気に2階級上のウェルター級まで上げることを企てる。初戦に選んだのは、前年12月にWBO世界ウェルター級王者、アントニオ・マルガリートに挑戦したばかりのジョシュア・クロッティだった。2007年4月7日、クロッティと対戦したコラレスは、2度のダウンを奪われた末に10回大差判定（0-3）で敗れた。ほぼ一方的な敗戦だった。これで3連敗となり、引退も囁かれたコラレスだが、試合後すぐに再起を宣言した。しかし、これがコラレスの最後の試合となってしまった。
2007年5月7日夜、ラスベガスでオートバイを運転中に前の自動車を追い越そうとした際に接触し衝突事故のため死去。コラレスの体内からはアルコールが検出され、血中のアルコール濃度はネバダ州の法定制限である0.08パーセントの3倍以上にあたる0.25パーセントだった。29歳没。

## 戦績
- プロボクシング：45戦 40勝 (33KO) 5敗

| 戦           | 日付           | 勝敗 | 時間     | 内容         | 対戦相手                               | 国籍           | 備考                                                                        |
| ------------ | -------------- | ---- | -------- | ------------ | -------------------------------------- | -------------- | --------------------------------------------------------------------------- |
| 1            | 1996年3月19日  | ☆    | 3R 1:12  | TKO          | エベレット・ベリー                     | アメリカ合衆国 | プロデビュー戦                                                              |
| 2            | 1996年3月28日  | ☆    | 4R       | 判定         | エンリケ・ベルトラン                   | メキシコ       |                                                                             |
| 3            | 1996年5月30日  | ☆    | 3R 2:59  | TKO          | ビクトル・マヌエル・メンドーサ         | メキシコ       |                                                                             |
| 4            | 1996年6月7日   | ☆    | 4R       | 判定 3-0     | チロ・カナレス                         | アメリカ合衆国 |                                                                             |
| 5            | 1996年6月27日  | ☆    | 1R       | KO           | ロレンソ・ラウル・チャイレス           | メキシコ       |                                                                             |
| 6            | 1996年8月17日  | ☆    | 2R       | TKO          | セサール・モラレス                     | アメリカ合衆国 |                                                                             |
| 7            | 1996年9月13日  | ☆    | 1R 2:52  | KO           | マーフィー・フューズ                   | アメリカ合衆国 |                                                                             |
| 8            | 1996年10月11日 | ☆    | 4R 1:46  | TKO          | セルジオ・マシアス                     | アメリカ合衆国 |                                                                             |
| 9            | 1996年11月29日 | ☆    | 1R       | TKO          | ファン・サントス                       | メキシコ       |                                                                             |
| 10           | 1996年12月13日 | ☆    | 1R       | KO           | マリオ・ゴンサレス                     | メキシコ       |                                                                             |
| 11           | 1996年12月16日 | ☆    | 1R       | KO           | フリアン・バスケス                     | メキシコ       |                                                                             |
| 12           | 1997年1月13日  | ☆    | 1R       | KO           | サルバドール・モンテス                 | アメリカ合衆国 |                                                                             |
| 13           | 1997年3月14日  | ☆    | 2R 0:34  | TKO          | イデルフォンソ・ベルナル               | メキシコ       |                                                                             |
| 14           | 1997年4月4日   | ☆    | 4R 2:21  | TKO          | スティーブ・キノニェス                 | アメリカ合衆国 | IBAインターコンチネンタルスーパーフェザー級王座決定戦                       |
| 15           | 1997年5月9日   | ☆    | 2R 2:47  | TKO          | ハビエル・ピチャルド                   | メキシコ       | IBAインターコンチネンタル防衛1                                              |
| 16           | 1997年7月11日  | ☆    | 11R 0:48 | TKO          | マニー・カスティージョ                 | アメリカ合衆国 | IBAインターコンチネンタルライト級王座決定戦                                 |
| 17           | 1997年8月22日  | ☆    | 4R 2:28  | KO           | イサガニ・プマール                     | フィリピン     |                                                                             |
| 18           | 1997年10月18日 | ☆    | 6R 2:35  | KO           | ファン・アンヘル・マシアス             | アメリカ合衆国 | IBAインターコンチネンタル防衛1                                              |
| 19           | 1997年12月4日  | ☆    | 10R      | 判定 3-0     | アンヘル・アルダマ                     | メキシコ       |                                                                             |
| 20           | 1998年4月18日  | ☆    | 1R       | KO           | ファン・カルロス・サラサール           | キューバ       |                                                                             |
| 21           | 1998年5月30日  | ☆    | 2R 1:12  | TKO          | エドゥアルド・コントレラス             | ガーナ         |                                                                             |
| 22           | 1998年7月5日   | ☆    | 7R       | 負傷判定 3-0 | ベニト・ロドリゲス                     | アメリカ合衆国 |                                                                             |
| 23           | 1998年8月15日  | ☆    | 2R       | TKO          | ラファエル・モルフィン                 | メキシコ       |                                                                             |
| 24           | 1998年9月12日  | ☆    | 6R       | KO           | ベニト・ロドリゲス                     | アメリカ合衆国 |                                                                             |
| 25           | 1998年11月20日 | ☆    | 5R 1:01  | TKO          | ヘクター・アローヨ                     | プエルトリコ   |                                                                             |
| 26           | 1998年12月18日 | ☆    | 12R      | 判定 3-0     | ゲイリー・シト・クレア                 | オーストラリア |                                                                             |
| 27           | 1999年4月2日   | ☆    | 5R 2:06  | TKO          | クラウディオ・ビクトル・マルティネット | アルゼンチン   |                                                                             |
| 28           | 1999年6月12日  | ☆    | 4R 終了  | TKO          | アンヘル・アルダマ                     | メキシコ       | IBAインターコンチネンタルライト級王座決定戦                                 |
| 29           | 1999年10月23日 | ☆    | 7R 0:48  | TKO          | ロベルト・ガルシア                     | アメリカ合衆国 | IBF世界スーパーフェザー級タイトルマッチ                                     |
| 30           | 1999年12月4日  | ☆    | 12R      | 判定 3-0     | ジョン・ブラウン                       | アメリカ合衆国 | IBF防衛1                                                                    |
| 31           | 2000年3月18日  | ☆    | 3R 1:50  | TKO          | デリック・ゲイナー                     | アメリカ合衆国 | IBA世界スーパーフェザー級王座決定戦 IBF防衛2                                |
| 32           | 2000年6月17日  | ☆    | 10R 2:35 | KO           | ジャスティン・ジューコ                 | ウガンダ       | IBA防衛1                                                                    |
| 33           | 2000年9月2日   | ☆    | 3R 2:38  | TKO          | アンヘル・マンフレディ                 | アメリカ合衆国 | IBF防衛3・IBA防衛2                                                          |
| 34           | 2001年1月20日  | ★    | 10R 2:19 | TKO          | フロイド・メイウェザー・ジュニア       | アメリカ合衆国 | WBC世界スーパーフェザー級タイトルマッチ                                     |
| 35           | 2003年1月25日  | ☆    | 5R 1:57  | TKO          | マイケル・デービス                     | アメリカ合衆国 |                                                                             |
| 36           | 2003年2月22日  | ☆    | 1R 終了  | TKO          | ロケ・カッシアーニ                     | コロンビア     |                                                                             |
| 37           | 2003年4月24日  | ☆    | 3R 1:36  | TKO          | フェリックス・シト・キッツ             | アメリカ合衆国 |                                                                             |
| 38           | 2003年6月20日  | ☆    | 3R 0:48  | KO           | ダミアン・フュラー                     | アメリカ合衆国 |                                                                             |
| 39           | 2003年10月4日  | ★    | 6R 3:00  | TKO          | ホエール・カサマヨール                 | キューバ       | IBA世界スーパーフェザー級王座決定戦                                         |
| 40           | 2004年3月6日   | ☆    | 12R      | 判定 2-1     | ホエール・カサマヨール                 | キューバ       | IBA世界スーパーフェザー級タイトルマッチ WBO世界スーパーフェザー級王座決定戦 |
| 41           | 2004年8月7日   | ☆    | 10R 1:24 | TKO          | アセリノ・フレイタス                   | ブラジル       | WBO世界ライト級タイトルマッチ                                               |
| 42           | 2005年5月7日   | ☆    | 10R 2:06 | TKO          | ホセ・ルイス・カスティージョ           | メキシコ       | WBC・WBO世界ライト級王座統一戦 WBC獲得・WBO防衛1                            |
| 43           | 2005年10月8日  | ★    | 4R 0:47  | KO           | ホセ・ルイス・カスティージョ           | メキシコ       | WBC・WBO陥落                                                                |
| 44           | 2006年10月7日  | ★    | 12R      | 判定 1-2     | ホエール・カサマヨール                 | キューバ       | WBC世界ライト級タイトルマッチ                                               |
| 45           | 2007年4月7日   | ★    | 10R      | 判定 0-3     | ジョシュア・クロッティ                 | ガーナ         |                                                                             |
| テンプレート |                |      |          |              |                                        |                |                                                                             |

## 獲得タイトル
- IBA世界スーパーフェザー級王座
- WBO世界スーパーフェザー級王座
- IBF世界スーパーフェザー級王座
- WBO世界ライト級王座
- WBC世界ライト級王座